# Gubèrnia de Tàurida

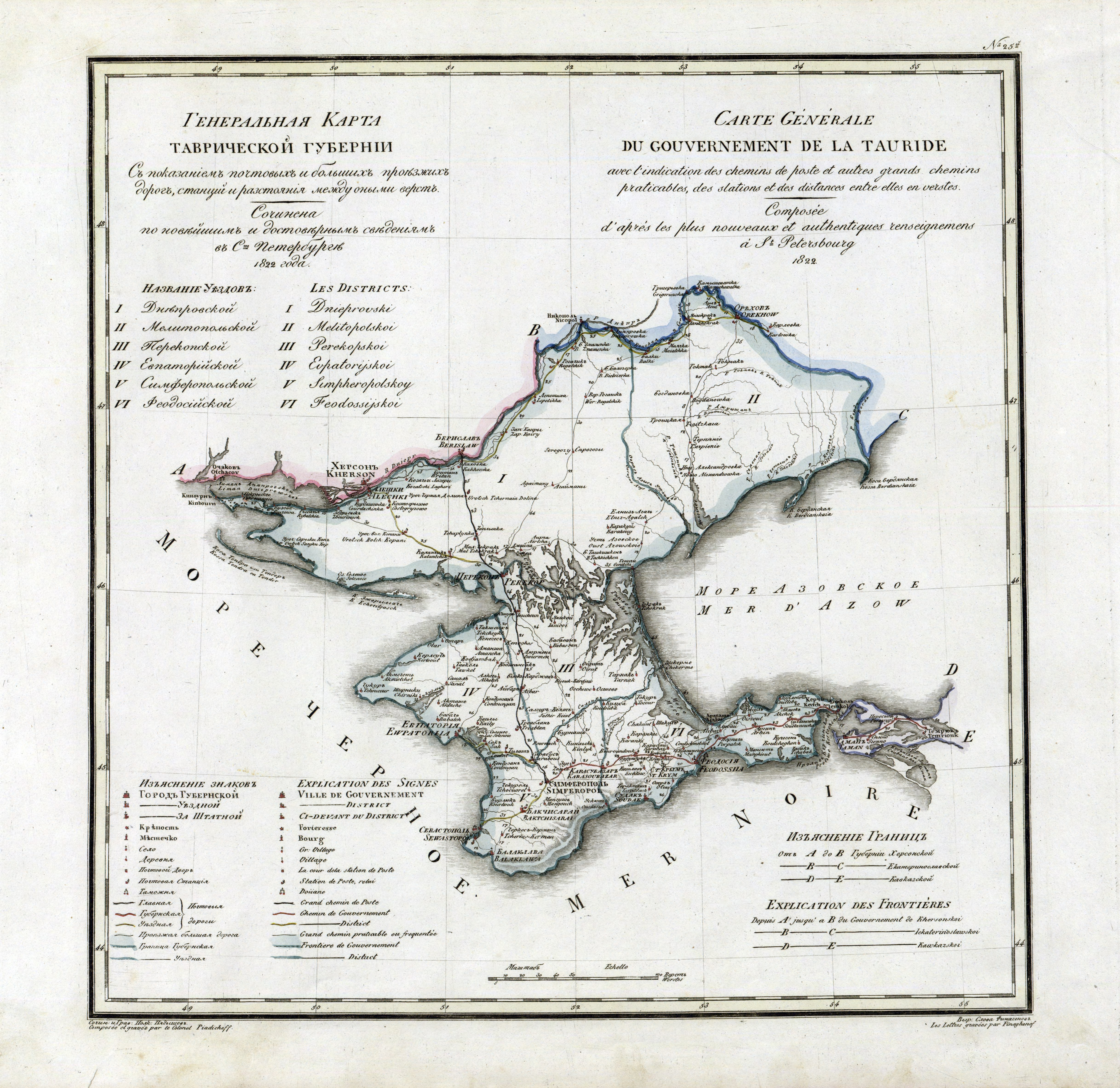
Mapa de la Gubèrnia de Tàurida en 1821

La gubèrnia de Tàurida (en rus Таврическая губерния, transcrit: Tavrítxeskaia gubèriya) va ser una gubèrnia (governació) de l'Imperi Rus. Abastava la península de Crimea i la regió adjacent situada entre el Dnipró i les costes del mar Negre i el mar d'Azov. Des de 1802 incloïa també Simferòpol (Симферополь).

## Correspondència amb l'actualitat
La Gubèrnia comprèn totalment o grans porcions de les províncies actuals de:
- República Autònoma de Crimea
- Óblast de Kherson
- Óblast de Zaporíjia

## Subdivisions en Uezd
Els Uezd en els quals es divideix la Gubèrnia de Tàvria en les disposicions de 1802 són:
- Uezd de Berdiansk (Бердянский)
- Uezd de Dnièper (Днепровский), després redenominada com a Alexki (Алешки)
- Uezd de Ievpatòria (Евпаторийский)
- Uezd de Melitòpol (Мелитопольский)
- Uezd de Perekop (Перекопский)
- Uezd de Simferòpol (Симферопольский)
- Uezd de Feodòssia (Феодосийский)
- Uezd de Ialta (Ялтинский)